# Dan Hamhuis

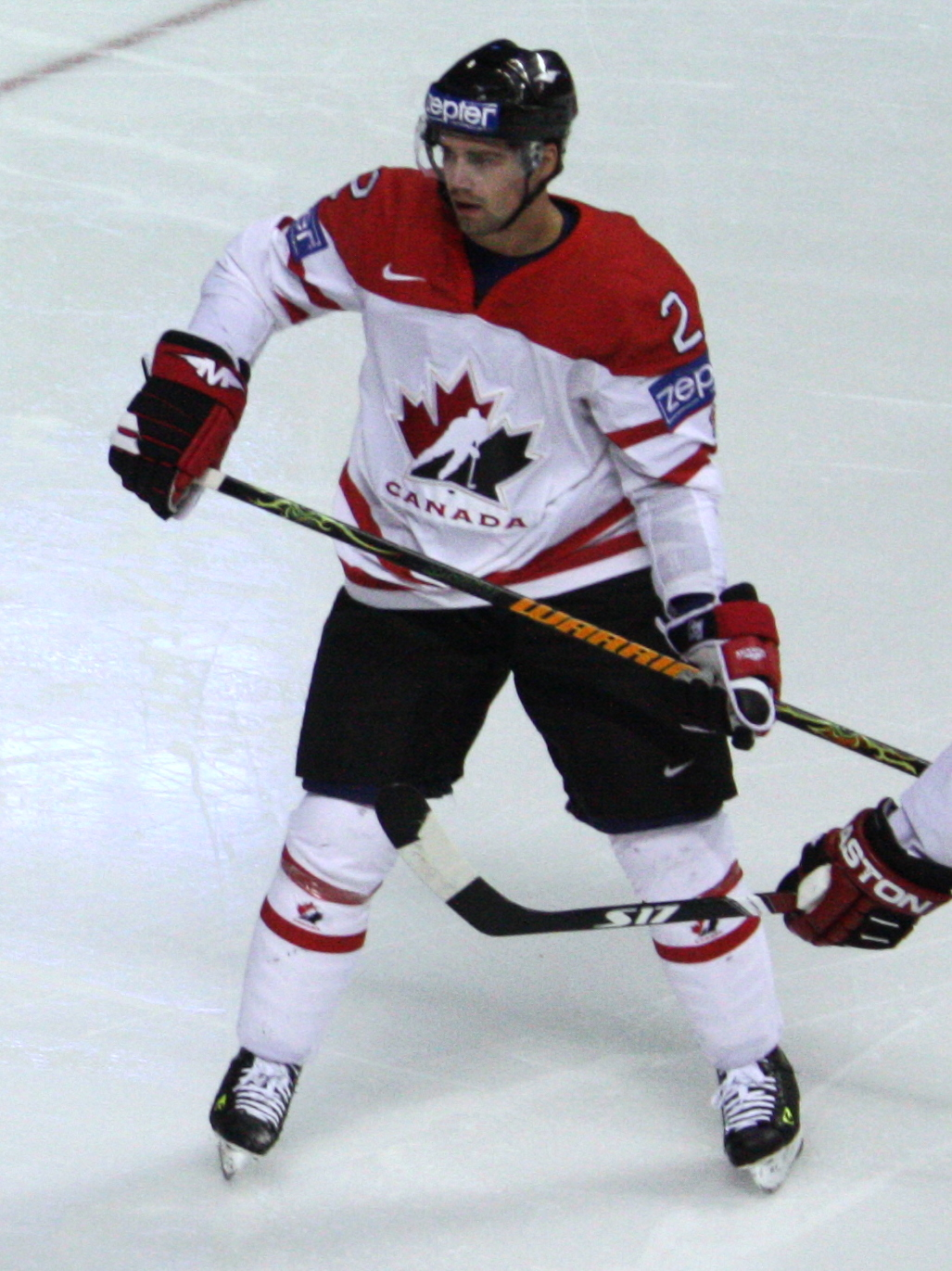
Hamhuis i VM 2008.

Daniel "Dan" Hamhuis, född 13 december 1982 i Smithers, British Columbia, är en kanadensisk professionell ishockeyspelare som spelar för Nashville Predators i NHL. 
Han har tidigare spelat på NHL-nivå för Dallas Stars, Vancouver Canucks och Nashville Predators och på lägre nivåer för Milwaukee Admirals i AHL och Prince George Cougars i WHL.
Hamhuis vann VM-guld med Kanada 2007 i Moskva. Han deltog också i VM-turneringarna 2006, 2008 och 2009 med två silvermedaljer som resultat 2008 och 2009.
Den 25 juli 2018 skrev han på ett tvåårskontrakt värt 2,5 miljoner dollar med sin gamla klubb Nashville Predators.

## Spelstil
Dan Hamhuis är framförallt en defensivt skicklig back men kan emellanåt också tillföra hyggligt i offensiven. Han är inte en särskilt fysiskt spelande back utan litar mer till sitt spelsinne och positionsspel.

## Statistik

### Klubbkarriär
| 1998–99    | Prince George Cougars | WHL        | 56   | 1  | 3   | 4   | 45  | 7  | 1 | 2  | 3  | 8  |
| 1999–00    | Prince George Cougars | WHL        | 70   | 10 | 23  | 33  | 140 | 13 | 2 | 3  | 5  | 35 |
| 2000–01    | Prince George Cougars | WHL        | 62   | 13 | 46  | 59  | 125 | 6  | 2 | 3  | 5  | 15 |
| 2001–02    | Prince George Cougars | WHL        | 59   | 10 | 50  | 60  | 135 | 7  | 0 | 5  | 5  | 16 |
| 2002–03    | Milwaukee Admirals    | AHL        | 68   | 6  | 21  | 27  | 81  | 6  | 0 | 3  | 3  | 2  |
| 2003–04    | Nashville Predators   | NHL        | 80   | 7  | 19  | 26  | 57  | 6  | 0 | 2  | 2  | 6  |
| 2004–05    | Milwaukee Admirals    | AHL        | 76   | 13 | 38  | 51  | 85  | 7  | 0 | 2  | 2  | 10 |
| 2005–06    | Nashville Predators   | NHL        | 82   | 7  | 31  | 38  | 70  | 5  | 0 | 2  | 2  | 2  |
| 2006–07    | Nashville Predators   | NHL        | 81   | 6  | 14  | 20  | 66  | 5  | 0 | 1  | 1  | 2  |
| 2007–08    | Nashville Predators   | NHL        | 80   | 4  | 23  | 27  | 66  | 6  | 1 | 1  | 2  | 6  |
| 2008–09    | Nashville Predators   | NHL        | 82   | 3  | 23  | 26  | 67  | —  | — | —  | —  | —  |
| 2009–10    | Nashville Predators   | NHL        | 78   | 5  | 19  | 24  | 49  | 6  | 0 | 2  | 2  | 2  |
| 2010–11    | Vancouver Canucks     | NHL        | 64   | 6  | 17  | 23  | 34  | 19 | 1 | 5  | 6  | 6  |
| 2011–12    | Vancouver Canucks     | NHL        | 82   | 4  | 33  | 37  | 46  | 5  | 0 | 3  | 3  | 6  |
| 2012–13    | Vancouver Canucks     | NHL        | 47   | 4  | 20  | 24  | 12  | 4  | 1 | 1  | 2  | 8  |
| 2013–14    | Vancouver Canucks     | NHL        | 79   | 5  | 17  | 22  | 26  | —  | — | —  | —  | —  |
| 2014–15    | Vancouver Canucks     | NHL        | 59   | 1  | 22  | 23  | 44  | 6  | 0 | 1  | 1  | 16 |
| 2015–16    | Vancouver Canucks     | NHL        | 58   | 3  | 10  | 13  | 28  | —  | — | —  | —  | —  |
| 2016–17    | Dallas Stars          | NHL        | 79   | 1  | 15  | 16  | 23  | —  | — | —  | —  |    |
| 2017–18    | Dallas Stars          | NHL        | 80   | 3  | 21  | 24  | 33  | —  | — | —  | —  | —  |
| 2018–19    | Nashville Predators   | NHL        | —    | —  | —   | —   | —   | —  | — | —  | —  | —  |
| NHL totalt | NHL totalt            | NHL totalt | 1031 | 59 | 284 | 343 | 621 | 62 | 3 | 18 | 21 | 54 |
| WHL totalt | WHL totalt            | WHL totalt | 247  | 34 | 122 | 156 | 445 | 33 | 5 | 13 | 18 | 74 |
| AHL totalt | AHL totalt            | AHL totalt | 144  | 19 | 59  | 78  | 166 | 13 | 0 | 5  | 5  | 12 |

### Internationellt
| År            | Lag           | Turnering     |    | Matcher | Mål | Assist | Poäng | Utv |
| ------------- | ------------- | ------------- | -- | ------- | --- | ------ | ----- | --- |
| 2001          | Kanada        | JVM           | 7  | 0       | 1   | 1      | 8     |     |
| 2002          | Kanada        | JVM           | 6  | 0       | 3   | 3      | 8     |     |
| 2006          | Kanada        | VM            | 9  | 1       | 4   | 5      | 10    |     |
| 2007          | Kanada        | VM            | 9  | 1       | 2   | 3      | 2     |     |
| 2008          | Kanada        | VM            | 9  | 1       | 1   | 2      | 8     |     |
| 2009          | Kanada        | VM            | 9  | 2       | 2   | 4      | 16    |     |
| Junior totalt | Junior totalt | Junior totalt | 13 | 0       | 4   | 4      | 16    |     |
| Senior totalt | Senior totalt | Senior totalt | 36 | 5       | 9   | 14     | 36    |     |